# It Began in Afrika
It Began in Afrika è un singolo del duo di musica elettronica britannico The Chemical Brothers, pubblicato nel 2001 ed estratto dall'album Come with Us.

## Tracce
1. It Began in Afrika (radio edit) – 3:35
2. It Began in Afrika – 8:39
3. Hot Acid Rhythm 1 – 5:04

## Classifiche
| Classifiche (2001) | Posizione massima |
| ------------------ | ----------------- |
| Regno Unito        | 8                 |